# Bitenc
Bitenc je priimek v Sloveniji, ki ga je po podatkih Statističnega urada Republike Slovenije na dan 1. januarja 2010 uporabljalo 458 oseb in je med vsemi priimki po pogostosti uporabe uvrščen na 711. mesto.

## Znani nosilci priimka
- Aljaž Pengov Bitenc, politolog, medijski podjetnik, radijski urednik
- Ani Bitenc (r. Hočevar) (1933—2024), prevajalka, pionirka podnaslovnega prevajanja (TV)
- Anton Bitenc (1920—1977), arhitekt, stokovnjak za prenovo historičnih objektov, prof. FAGG
- Brane Bitenc (1962—2014), pesnik, pankovski pevec (Otroci socializma), filmski in TV režiser
- Demeter Bitenc (1922—2018), filmski igralec
- Drago Bitenc (*1958), polkovnik SV, vojni veteran 1991 kot pripadnik MSNZ, lovec, mag.prava
- Dušan Bitenc (1935—2024), gozdarski strokovnjak
- Dušan Bitenc (1964—2012), panker, brat Braneta Bitenca
- Franc Bitenc (1926—1977), agronom, univ. profesor
- Janez Bitenc (1925—2005), skladatelj, muzikolog, otroški pesnik, pisatelj, glasbeni pedagog
- Maja Bitenc (*1980), jezikoslovka slovenistka
- Marija Bitenc-Samec (1932—2022), koncertna pevka - altistka
- Marko Bitenc (*1950?), pevec in tolkalist skupine Izvir
- Marko Bitenc (*1961?), zdravnik onkolog, kirurg, prostozidar
- Mirko Bitenc (1898—1948), član vodstva protirevolucije, po vojni poveljnik Matjaževe vojske
- Monika Bitenc Križaj, sopranistka, operna pevka
- Pepca Perovšek-Bitenc (1927—2014), 1. direktorica Kmetijsko-gozdarskega zavoda Ljubljana
- Polona Bitenc (*1958), arheologinja, dokumentalistka-muzealka
- Vinko Bitenc (1895—1956), književnik (mladinski pesnik, dramatik, prevajalec - esperantist)
- Zora Bitenc (Zora Stančič) (*1956), vizualna umetnica, grafičarka